# 道路内民地
道路内民地（どうろないみんち）とは、何らかの理由で公道内に含まれている民有地のこと。道路内民有地や敷民、未登記道路とも呼ばれる。

## 概要
通常公道の土地は道路管理者である国や自治体によって所有されているが、様々な理由によって公道内に民有地が含まれていることが存在する。
道路建設時や道路改良時に寄付や譲渡、無償使用としたものの、必要な登記や書面での契約がされていない場合、そもそも権限を取得していない場合、セットバックや隅切り部分の分筆手続きなどがなされていない場合が存在する。こういった道路内民地について多くの道路管理者は買取ではなく寄付を呼び掛けている。なおすべての道路内民地が寄付の対応を迫られるわけではなく、担当者が用地の買収を忘れたまま工事が進んでしまった場合など、あとから用地買収を行う対処が取られることもある。
特に沖縄県では第二次世界大戦や米国占領時に未買収道路用地（つぶれ地）と呼ばれる多くの道路内民地が発生しており、本土復帰時より買取が進められている。
セットバックや隅切り部分に関しては自治体によって対応が分かれており、買取や寄付の他、無償使用承諾などで対応する自治体が存在する。このうち無償使用承諾などの場合は所有権が移転されていないため、道路内民地となる。
民有地であっても公道や条件を満たす私道、セットバック、隅切り部分に関しては固定資産税、都市計画税が非課税となる。

## 問題点
書面による契約や登記移転がなされていない場合、相続や売却によって所有者が変わった際に買取を求める土地所有者との間で論争が起こることもある。ただし当時の書面が存在していない場合、道路法第4条（私権の制限）や道路になってから長期間が経ったものであると時効取得が認められるため解決は難しくなる。また、手続きの不備によって発生した道路内民地が後から判明した場合、それ以前にその土地にかかっていた固定資産税は民法上の時効である5年までしか返還されない。道路管理者側も廃道や換地などで登記名義人に承諾を得る必要が生じた際に相続によって名義人が膨れ上がっていた場合、大量の相続人からの承諾を取らなければならないといった問題がある。